# Challenge Tour Grand Final
De Grand Final is een golftoernooi van de European Challenge Tour. Het toernooi bestaat uit vier rondes van 18 holes.
De eerste editie van de Grand Final werd in 1995 gespeeld, toen de Challenge Tour vijf jaar bestond. Sindsdien staat de Grand Final als laatste toernooi van het seizoen op de kalender van de Challenge Tour. Het toernooi heeft een gelimiteerd spelersveld en alle spelers spelen vier rondes.
Omdat dit het laatste toernooi van het seizoen is, krijgen de spelers hier ook de laatste kans om zich te plaatsen bij de beste 15 op de Order of Merit en zo naar de Europese PGA Tour van het volgende jaar te promoveren.

## Winnaars
| Jaar                                           | Baan                                 | Winnaar                 | Score           | Score           |
| UAP Grand Final                                | UAP Grand Final                      | UAP Grand Final         | UAP Grand Final | UAP Grand Final |
| ---------------------------------------------- | ------------------------------------ | ----------------------- | --------------- | --------------- |
| 1995                                           | Quinta do Peru, Lissabon             | Francis Valera          | 275             | ?               |
| 1996                                           | Quinta do Peru, Lissabon             | Ian Garbutt             | 272             | ?               |
| Estoril Grand Final                            |                                      |                         |                 |                 |
| 1997                                           | Clube de Golf do Montado, Palmela    | Nicolas Joakimides      | 198             | ?               |
| AXA Grand Final presented by Estoril           |                                      |                         |                 |                 |
| 1998                                           | Clube de Golf de Belas, bij Lissabon | Jorge Berendt           | 275             | ?               |
| First Cuba European Challenge Tour Grand Final |                                      |                         |                 |                 |
| 1999                                           | Varadero Golf Club, Varadero, Cuba   | Stephen Scahill         | 277             | −11             |
| 2000                                           | Varadero Golf Club, Varadero, Cuba   | Henrik Stenson          | 270             | −18             |
| Challenge Tour Grand Final                     |                                      |                         |                 |                 |
| 2001                                           | Golf du Médoc, Aquitaine             | Richard Bland           | 266             | −18             |
| 2002                                           | Golf du Médoc, Aquitaine             | Peter Lawrie            | 272             | −12             |
| 2003                                           | Golf du Médoc, Aquitaine             | José Manuel Carriles po | 273             | −11             |
| Bouygues Telecom Grand Final                   |                                      |                         |                 |                 |
| 2004                                           | Golf du Médoc, Aquitaine             | David Drysdale po       | 271             | −13             |
| Apulia San Domenico Grand Final                |                                      |                         |                 |                 |
| 2005                                           | San Domenico Golf, Puglia            | Carl Suneson            | 273             | −15             |
| 2006                                           | San Domenico Golf, Puglia            | James Hepworth          | 271             | −13             |
| 2007                                           | San Domenico Golf, Puglia            | Michaël Lorenzo-Vera    | 269             | −15             |
| 2008                                           | San Domenico Golf, Puglia            | Tano Goya               | 267             | −17             |
| 2009                                           | San Domenico Golf, Puglia            | Peter Whiteford po      | 279             | −5              |
| 2010                                           | San Domenico Golf, Puglia            | Scott Haines            | 276             | −8              |
| 2011                                           | San Domenico Golf, Puglia            | Andrea Pavan            | 267             | −17             |
| 2012                                           | San Domenico Golf, Puglia            | Espen Kofstad           | 265             | −19             |
| Dubai Festival City Challenge Tour Grand Final |                                      |                         |                 |                 |
| 2013                                           | Al Badia Golf Club, Dubai            | Shiv Kapur              | 272             | −16             |
| 2014                                           | Al Badia Golf Club, Dubai            | Benjamin Hebert         | 276             | −12             |
| 2015                                           | Almouj Golf, Muscat                  | Ricardo Gouveia         | 275             | −13             |

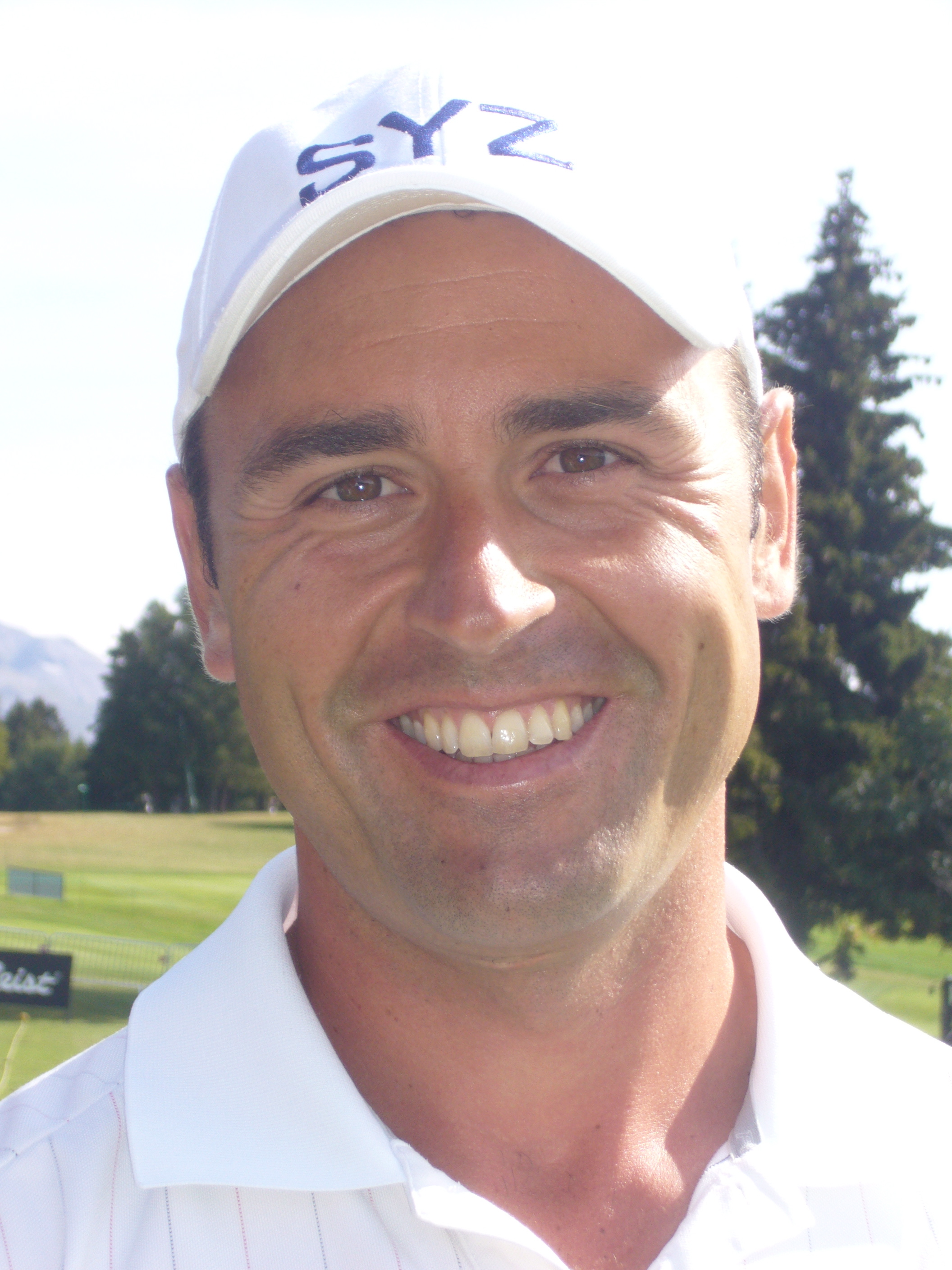
Francis Valera, eerste winnaar

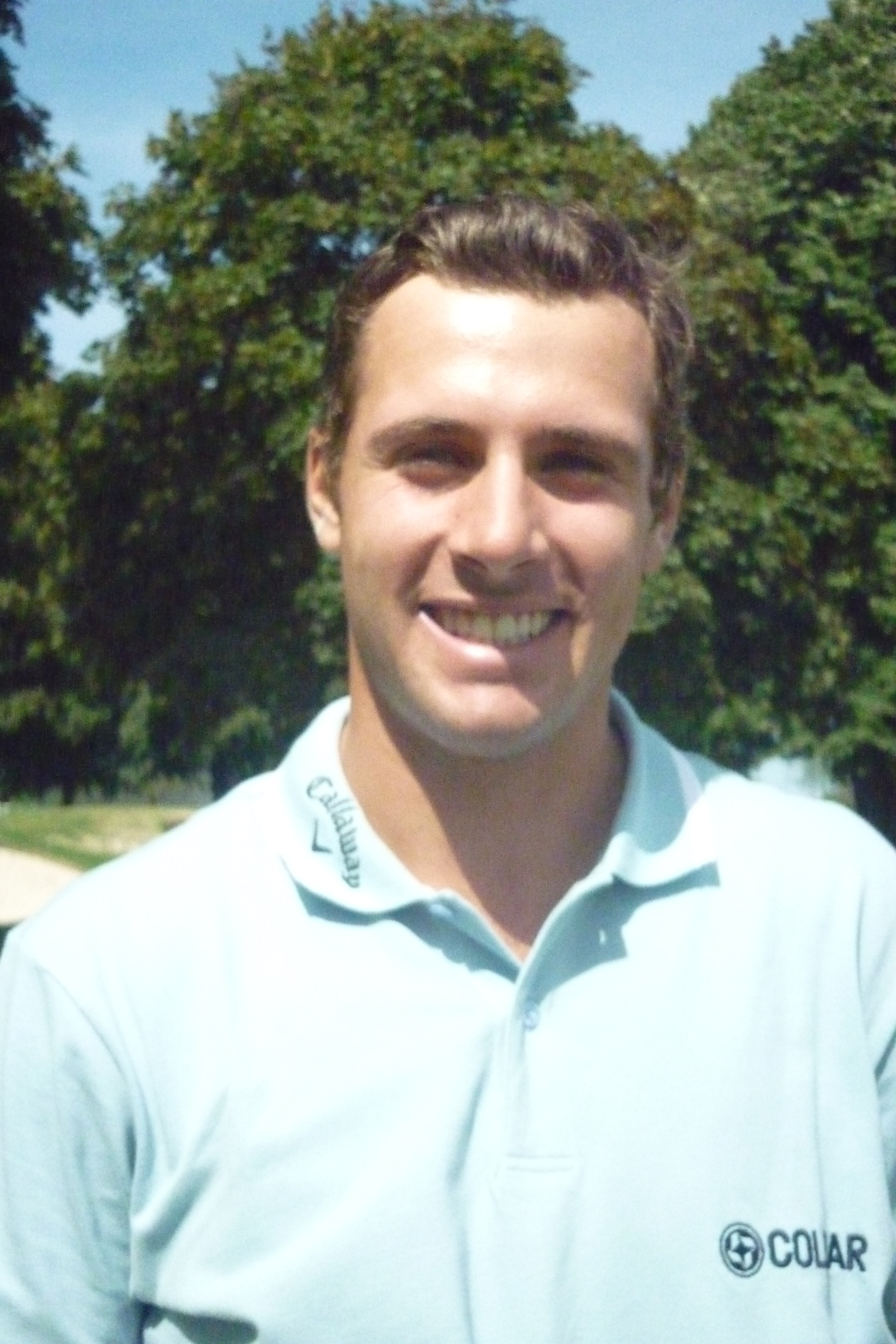
Andrea Pavan. laatste winnaar

po In 2003 won Carriles de play-off van Johan Edfors 

po In 2004 won Drysdale de play-off van Mattias Eliasson 

po In 2006 won Whiteford de play-off van Andrew Tampion